# Kareia, Muntele Athos
Kareia (în greacă Καρυές) este o așezare din Muntele Athos a comunității monahale athonite. 
Cu o populație de 135 de locuitori, conform Recensământului din 2021, este cea mai mare așezare din Muntele Athos.
Fiecare dintre cele douăzeci de mănăstiri de pe Muntele Athos are aici câte o reședință, unde locuiesc reprezentanții din Kinotită. 
„Kinotita” este organismul central de conducere al Sfântului Munte, alcătuit din 20 de monahi. Aceștia sunt aleși anual, între 1 și 10 ianuarie, fiecare mănăstire alegându-și propriul său reprezentant.
Pe lângă Kinotită, există și un guvernator civil numit de către Ministerul elen al Afacerilor Externe care veghează să nu existe nici o încălcare a Cartei Constituționale a Sfântului Munte și să fie păstrate ordinea și siguranța publică. În Kareia se afla și birourile tuturor administratorilor civili, al Poliției, al Poștei și al Spitalului.
În ceea ce privește problemele ecleziastice și duhovnicești, Sfântul Munte se află sub directa jurisdicție a Patriarhiei Ecumenice.
Vizavi de clădirea Sfintei Comunități (Kinotita) se află cea mai importantă biserica din Sfântul Munte: Protaton (965),bazilică unică în Sfântul Munte.
Ctitorită de împăratul Constantin cel Mare, biserica Protaton este închinată Adormirii Maicii Domnului. În altarul acestei biserici este păstrată icoana făcătoare de minuni a Maicii Domnului numită Axion Estin⁠(d). Anual se face litanie cu aceasta icoană în Lunea luminată în Kareia, iar pe 24 octombrie la Tesalonic. În vechime Protatonului i-au fost închinate Mănăstirile Cotroceni și Sfinții Trei Ierarhi din Iași. Pictura în frescă a fost realizată la începutul secolului al XIV-lea, de către Manuel Panselinos.
În Kareia mai există și peste treizeci de chilii. Cele mai cunoscute sunt Chilia Burazeri și Tipikario.
Schitul Sfântului Andrei a fost, la început, o chilie numită „Serai” ce aparținea Mănăstirii Vatopedu. În anul 1841 a fost cumpărată de călugării ruși Visarion și Varsanufie iar în anul 1849, chilia a fost ridicată la rangul de schit cu viață de obște. În anul 1874 s-a ridicat o biserica mare cu 3 altare. Cel mai vestit odor al acestui schit este o parte capul Sfântului Apostol Andrei.
Mănăstirea Cutlumuș este situată la doar câteva sute de metri mai la sud de centrul localității.
În Kareia se află și o bibliotecă veche și foarte bogată ce deține primul tipic al Sfântului Munte și 42 manuscrise grecești pe pergament din secolele al XII-XlV-lea.

## Istorie
În secolul al XIII-lea Sfântul Sava a construit o biserică și o chilie la Kareia. Aici a stat câțiva ani, devenind ieromonah, apoi, în 1201, arhimandrit, iar în 1219, a devenit primul arhiepiscop al Serbiei. În timpul șederii sale în Kareia a scris un „tipic” (sârbă Карејски типик, cu alfabetul latin: Karejski tipik), deasemenea se păstrează o inscripție din marmură a operei sale.
În anul 1283, cruciații latini în timpul domniei împăratului bizantin Mihail Paleologul au atacat Muntele Athos. Ei i-au torturat și spânzurat pe protoși și l-au jefuit pe protaton, ucigând mulți dintre călugări. Acești călugări sunt pomeniți ca martiri de către Biserica Ortodoxă Răsăriteană pe 5 decembrie (pentru acele biserici care urmează calendarul iulian tradițional, 5 decembrie cade pe 18 decembrie din calendarul gregorian ).

## Geografie
Kareia, capitala administrativă a Sfântului Munte Athos, este situată aproape de centrul extremități estice a peninsulei Halkidiki, la o altitudine de 370 de metri.

### Clima
| Date climatice pentru Karyes, Greece                                                             | Date climatice pentru Karyes, Greece | Date climatice pentru Karyes, Greece | Date climatice pentru Karyes, Greece | Date climatice pentru Karyes, Greece | Date climatice pentru Karyes, Greece | Date climatice pentru Karyes, Greece | Date climatice pentru Karyes, Greece | Date climatice pentru Karyes, Greece | Date climatice pentru Karyes, Greece | Date climatice pentru Karyes, Greece | Date climatice pentru Karyes, Greece | Date climatice pentru Karyes, Greece | Date climatice pentru Karyes, Greece |
| Luna                                                                                             | Ian                                  | Feb                                  | Mar                                  | Apr                                  | Mai                                  | Iun                                  | Iul                                  | Aug                                  | Sep                                  | Oct                                  | Nov                                  | Dec                                  | Anual                                |
| ------------------------------------------------------------------------------------------------ | ------------------------------------ | ------------------------------------ | ------------------------------------ | ------------------------------------ | ------------------------------------ | ------------------------------------ | ------------------------------------ | ------------------------------------ | ------------------------------------ | ------------------------------------ | ------------------------------------ | ------------------------------------ | ------------------------------------ |
| Maxima medie °C (°F)                                                                             | 10 (50)                              | 11 (52)                              | 13 (55)                              | 17 (63)                              | 21 (70)                              | 26 (79)                              | 29 (84)                              | 29 (84)                              | 25 (77)                              | 20 (68)                              | 16 (61)                              | 12 (54)                              | 19 (66,3)                            |
| Minima medie °C (°F)                                                                             | 6 (43)                               | 7 (45)                               | 9 (48)                               | 11 (52)                              | 16 (61)                              | 20 (68)                              | 23 (73)                              | 24 (75)                              | 20 (68)                              | 16 (61)                              | 12 (54)                              | 8 (46)                               | 14,3 (57,8)                          |
| Sursă: „Karyes Monthly Climate Average, Greece”. World Weather Online. Accesat în 29 iunie 2024. |                                      |                                      |                                      |                                      |                                      |                                      |                                      |                                      |                                      |                                      |                                      |                                      |                                      |

## Galerie

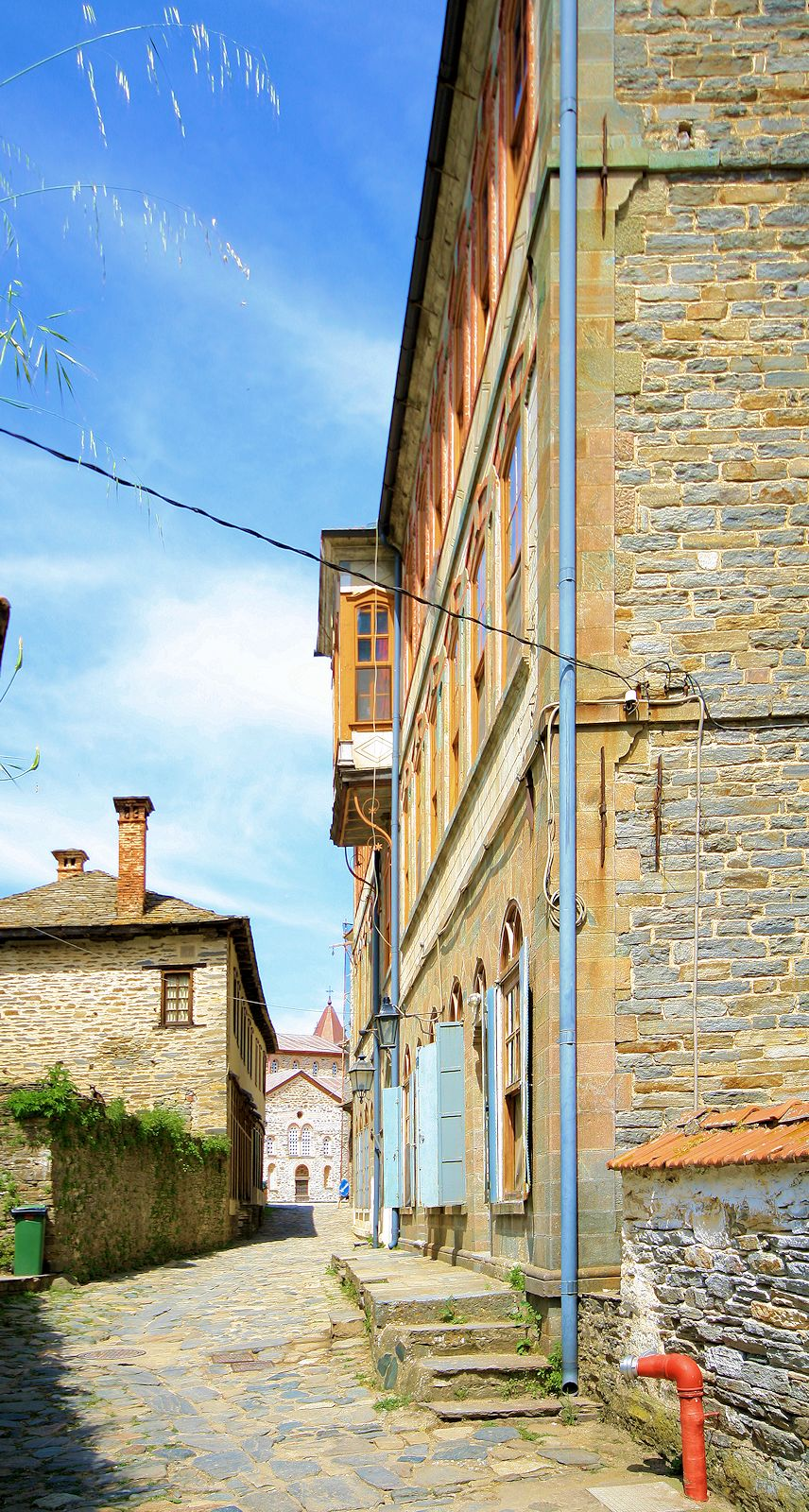
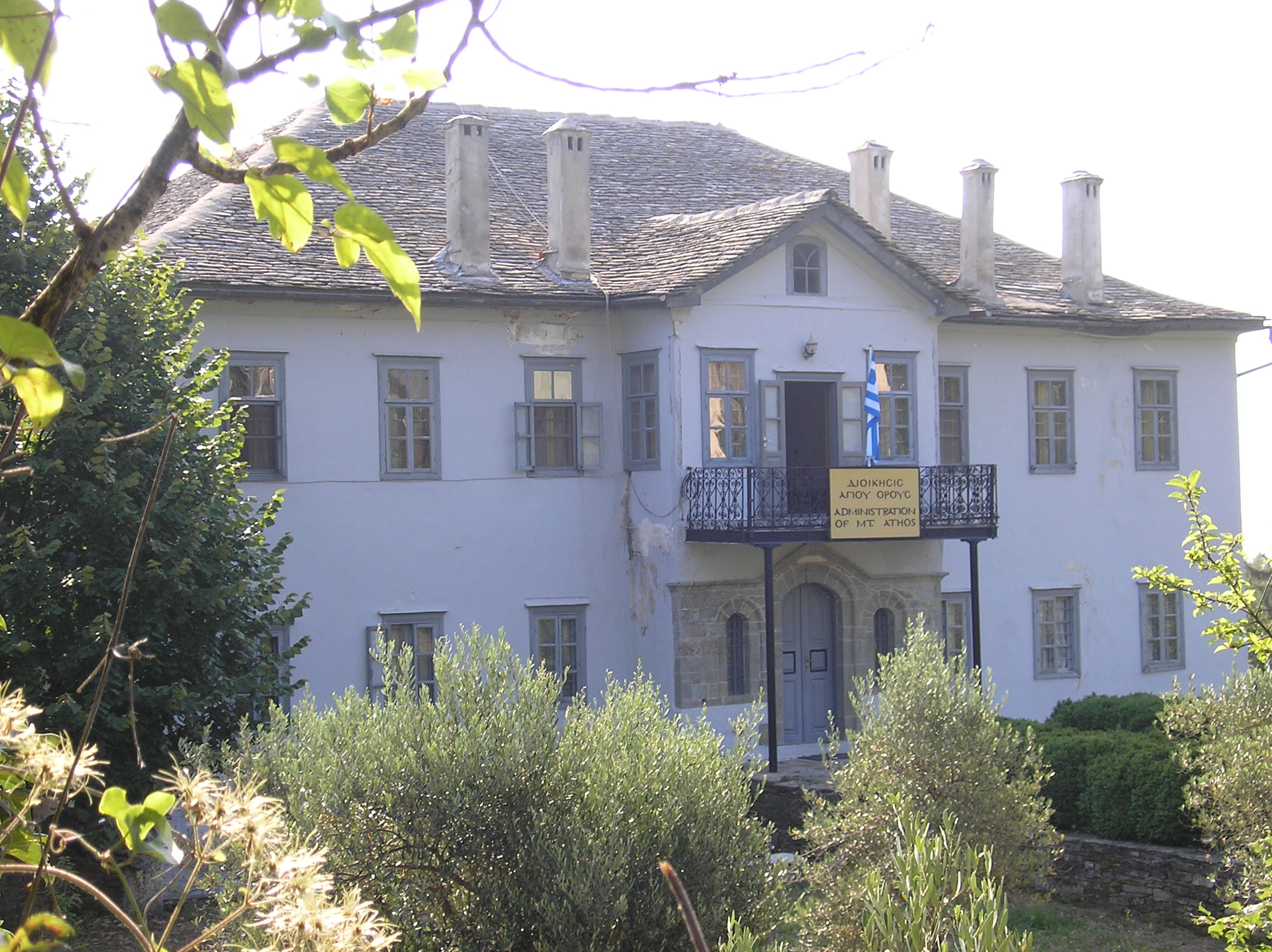
Clădirea administrației Mt Athos
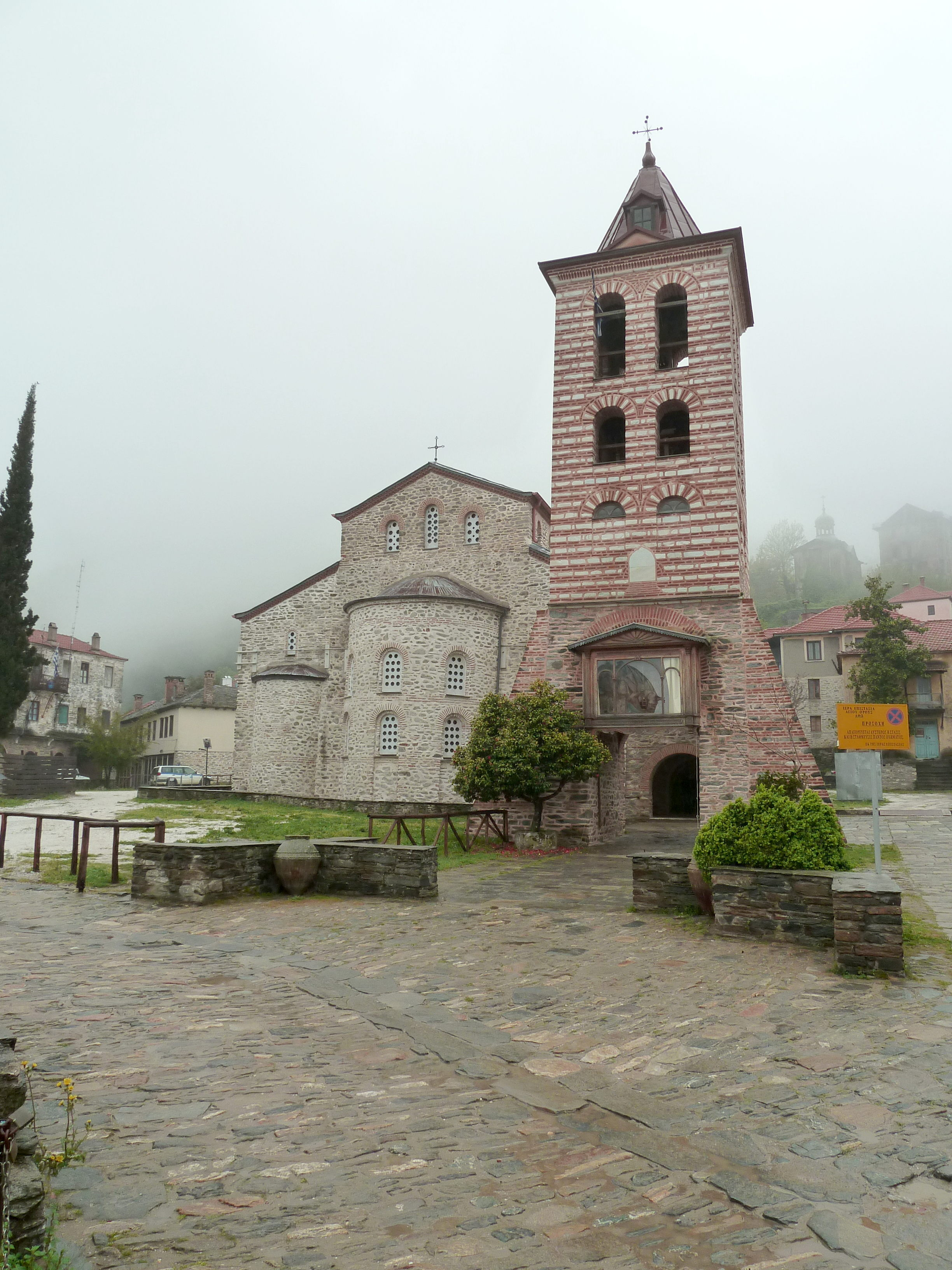
Biserica principală (Protaton)
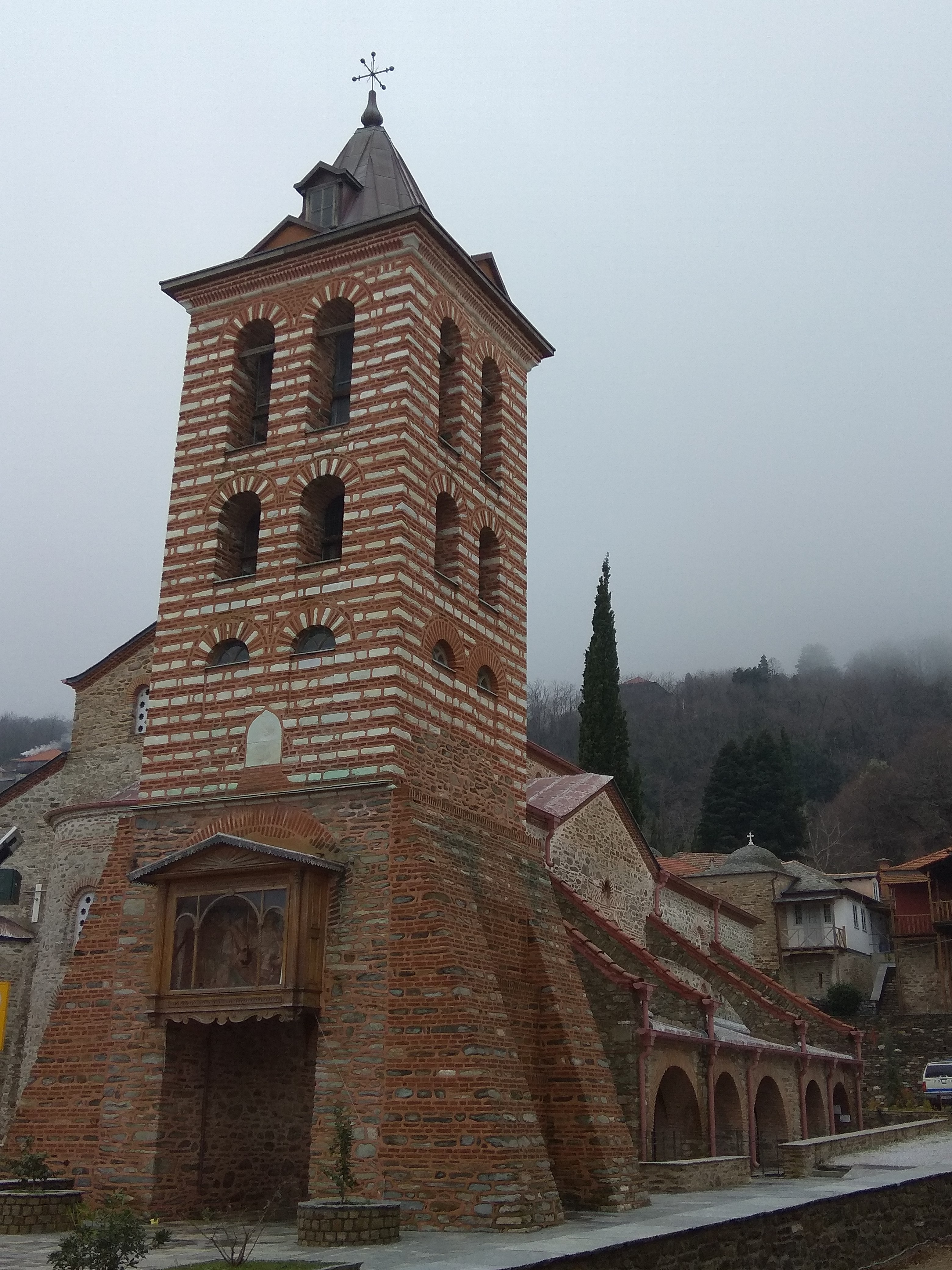
Vedere mai atentă a bisericii principale
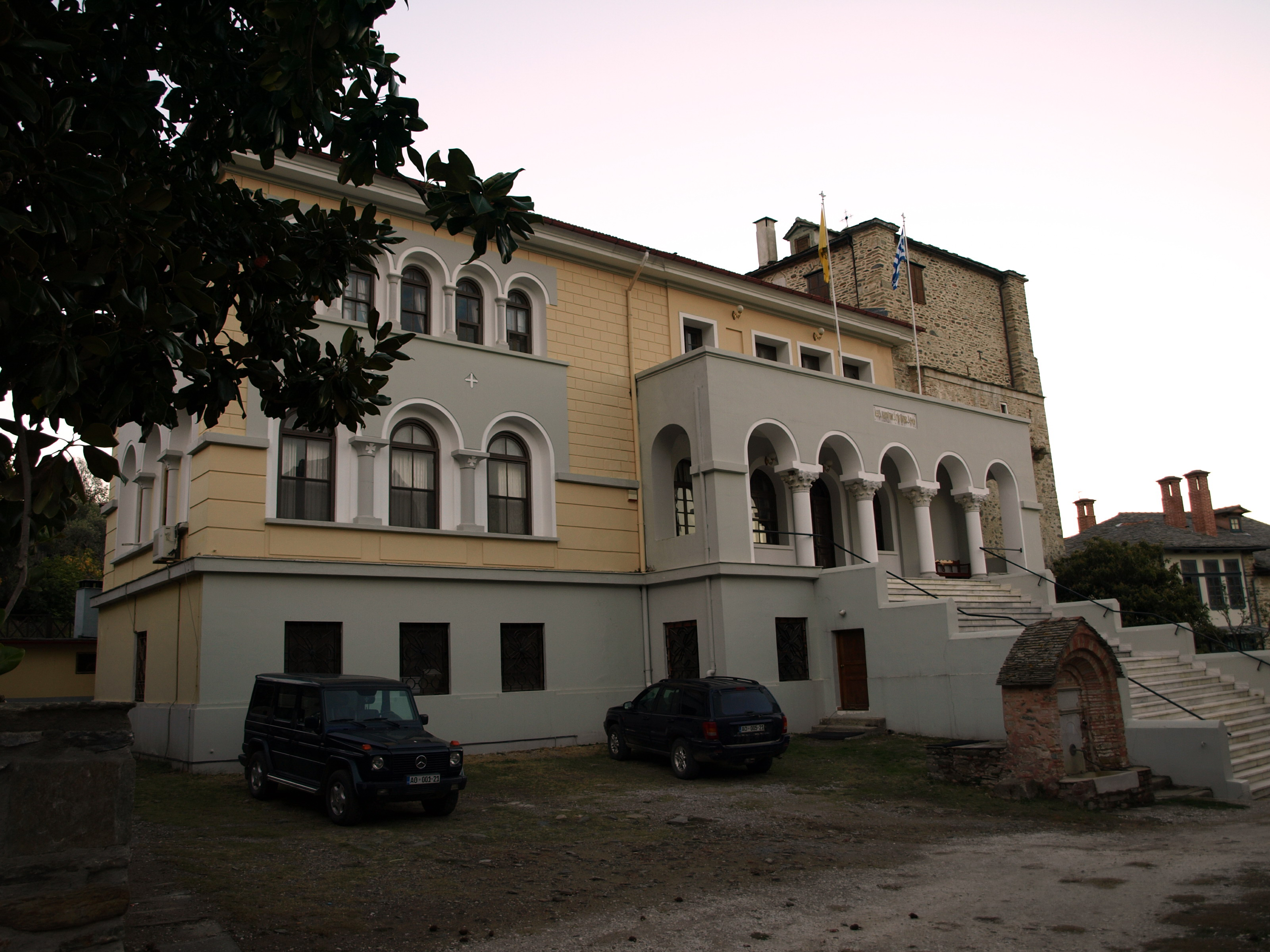
Clădirea Obștii monahale (Iera Koinotita)
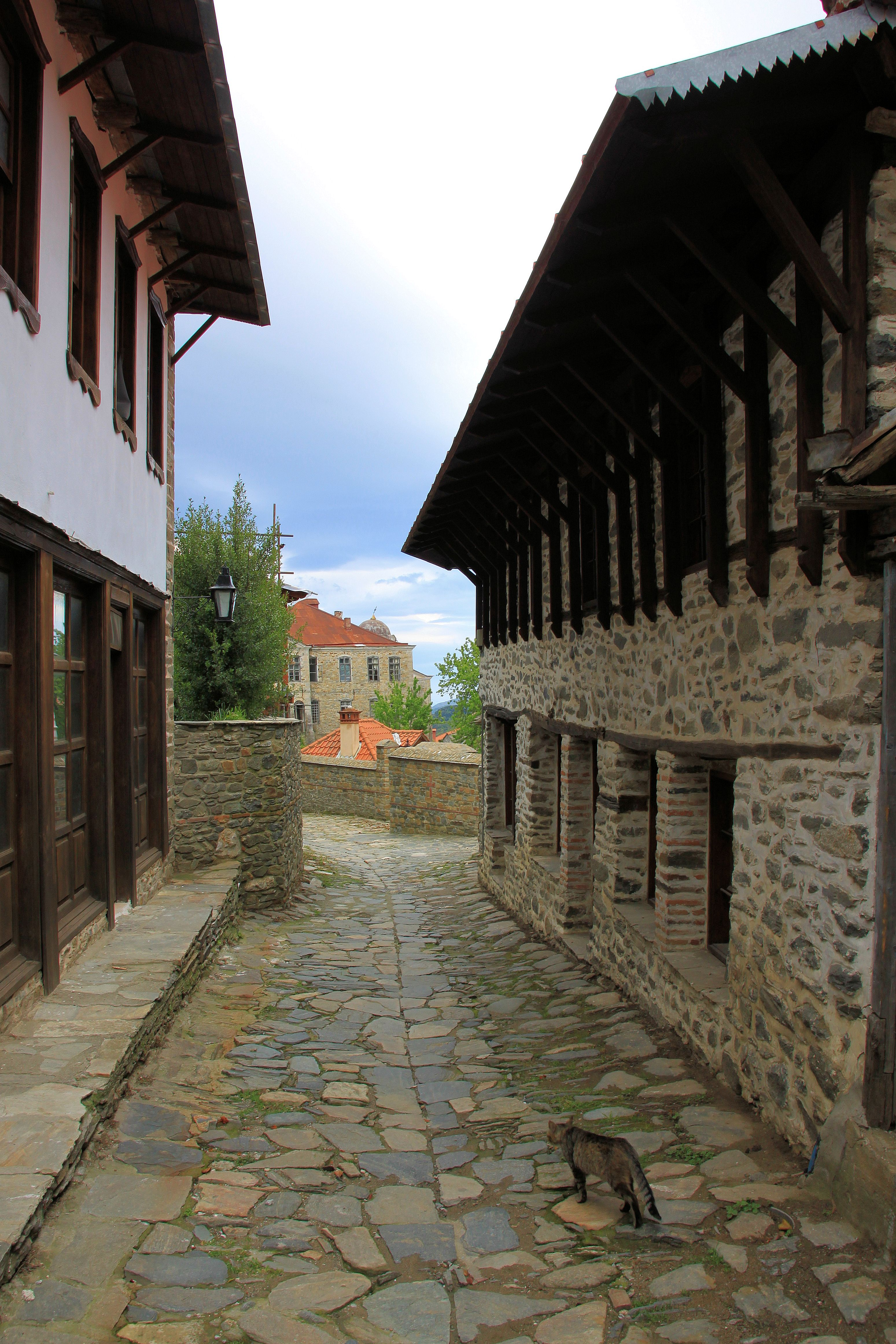
O stradă pietruită
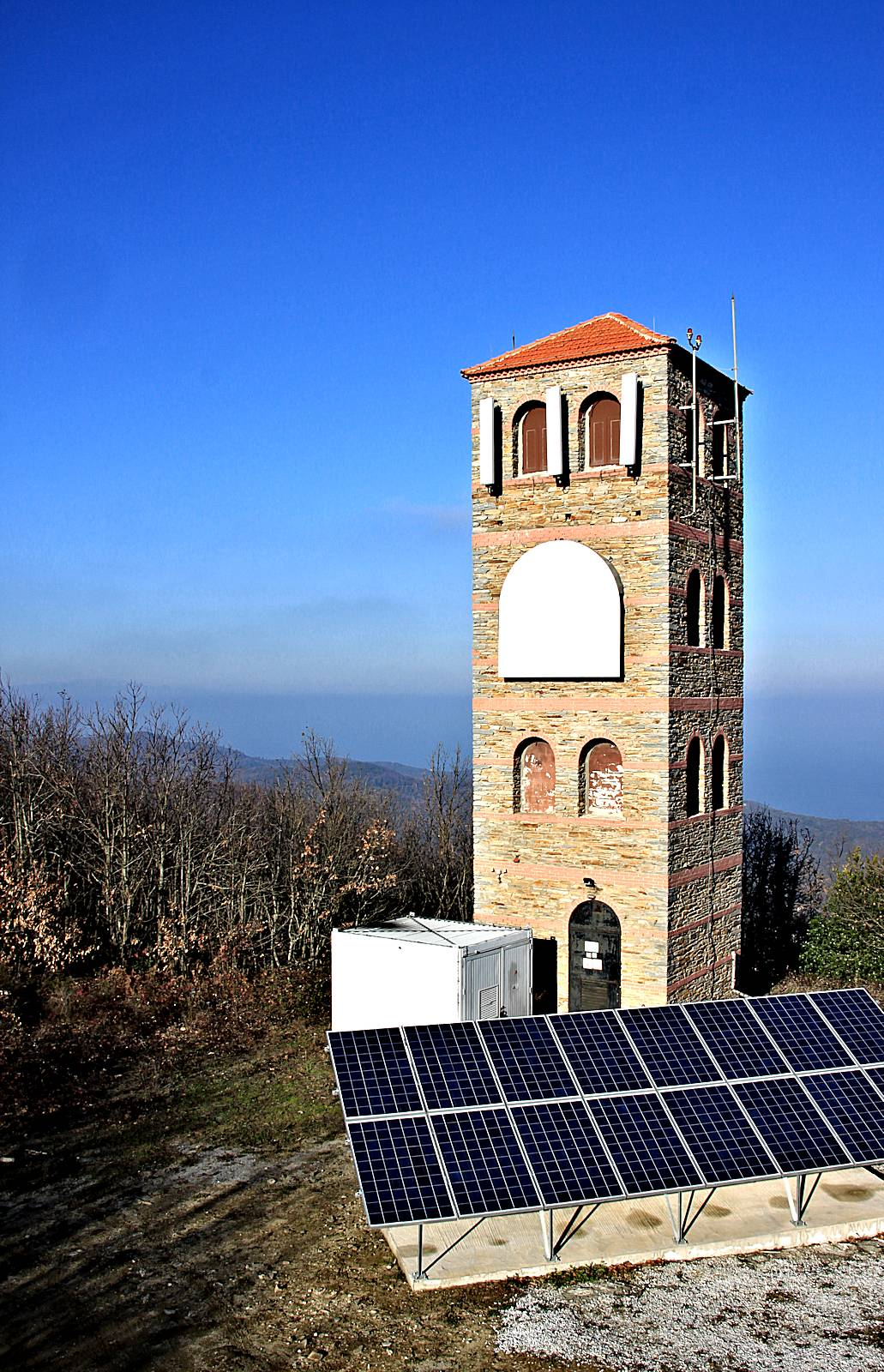
Un turn de piatră
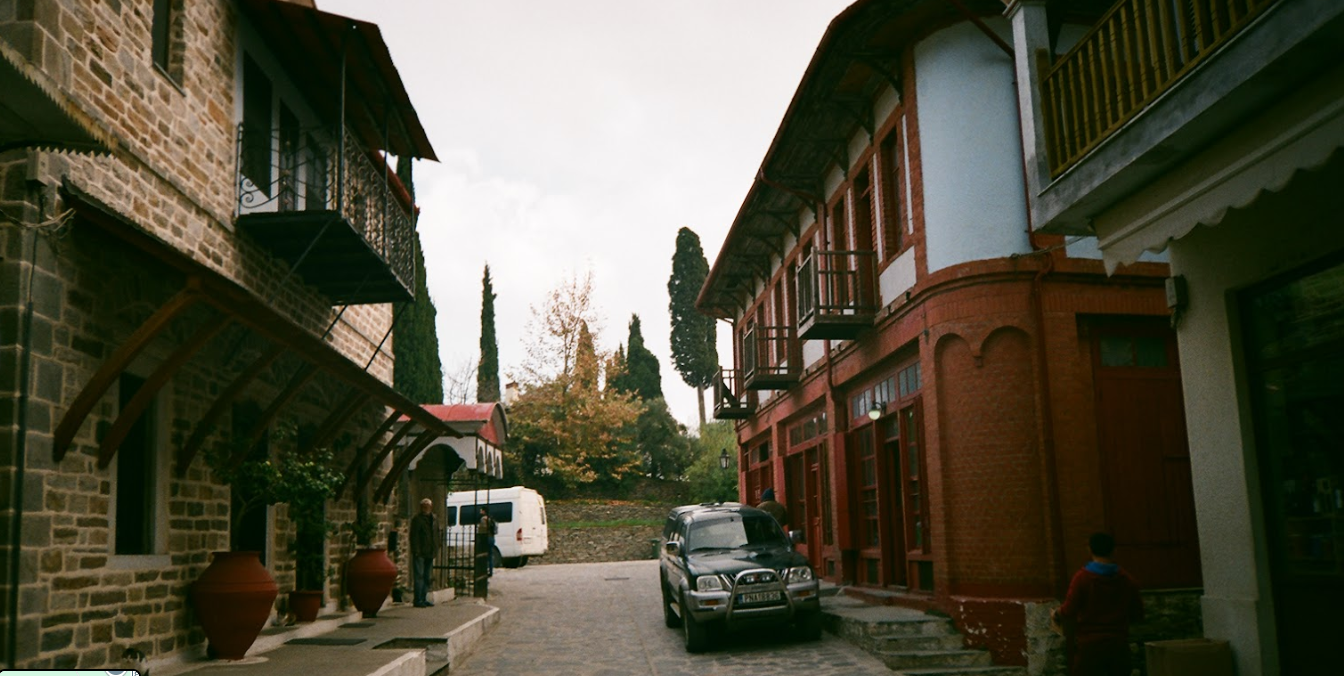
Magazinul Σ. Ν. Καρτσιώτης în Kareia, Muntele Athos